# Guijuelo

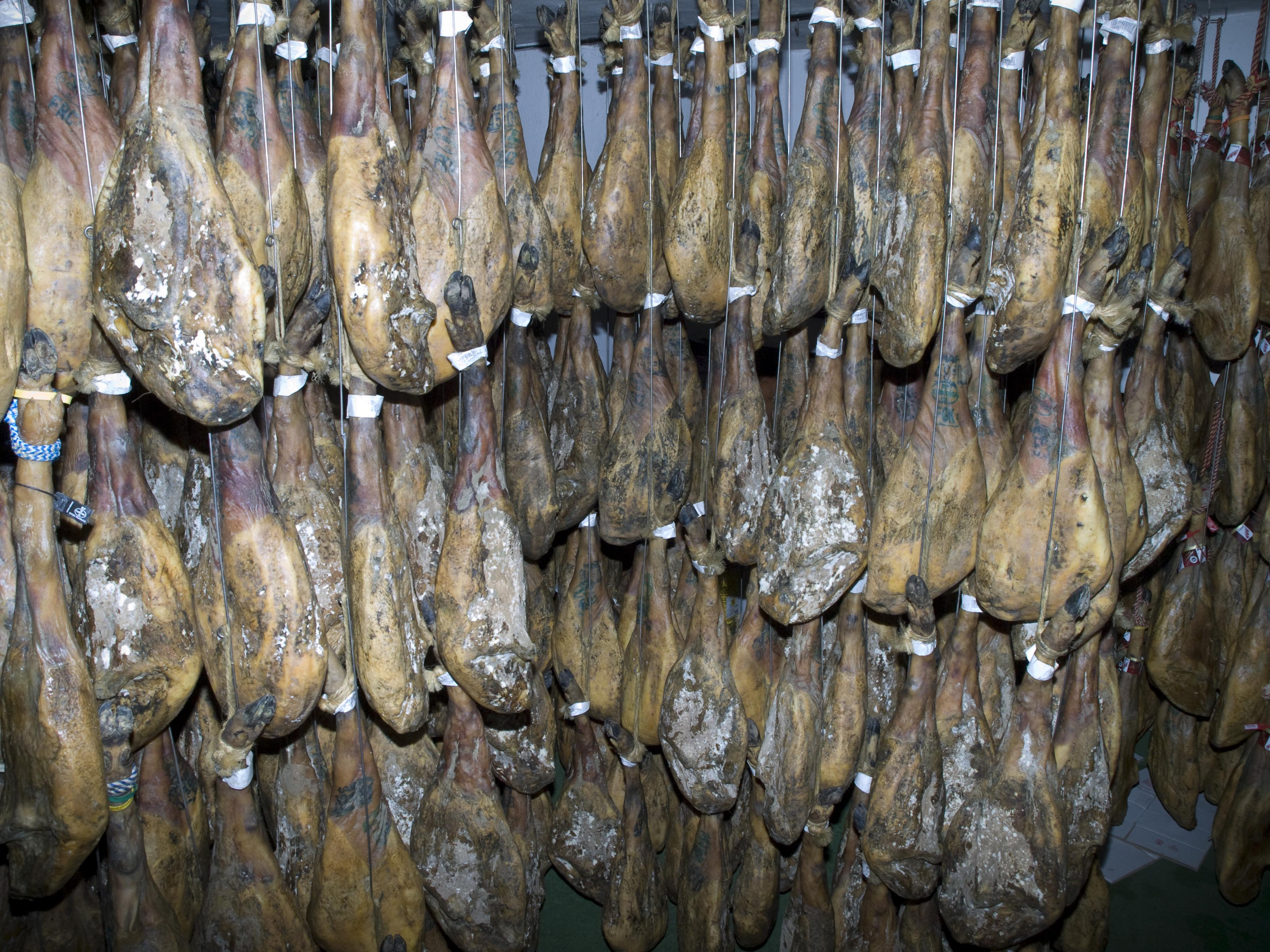
Celler natural de pernil a Guijuelo

Guijuelo és un municipi de la província de Salamanca, a la comunitat autònoma de Castella i Lleó. És centre d'una important DO de productes carnis, entre els quals destaca el pernil. En aquest sector, on treballen el 65% de la població, destaquen empreses com Jamón Or, Jamones Joselito, Beher o Julian Martín.